# Geografia dell'Angola

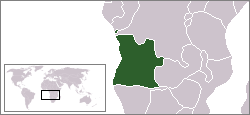
Posizione dell'Angola

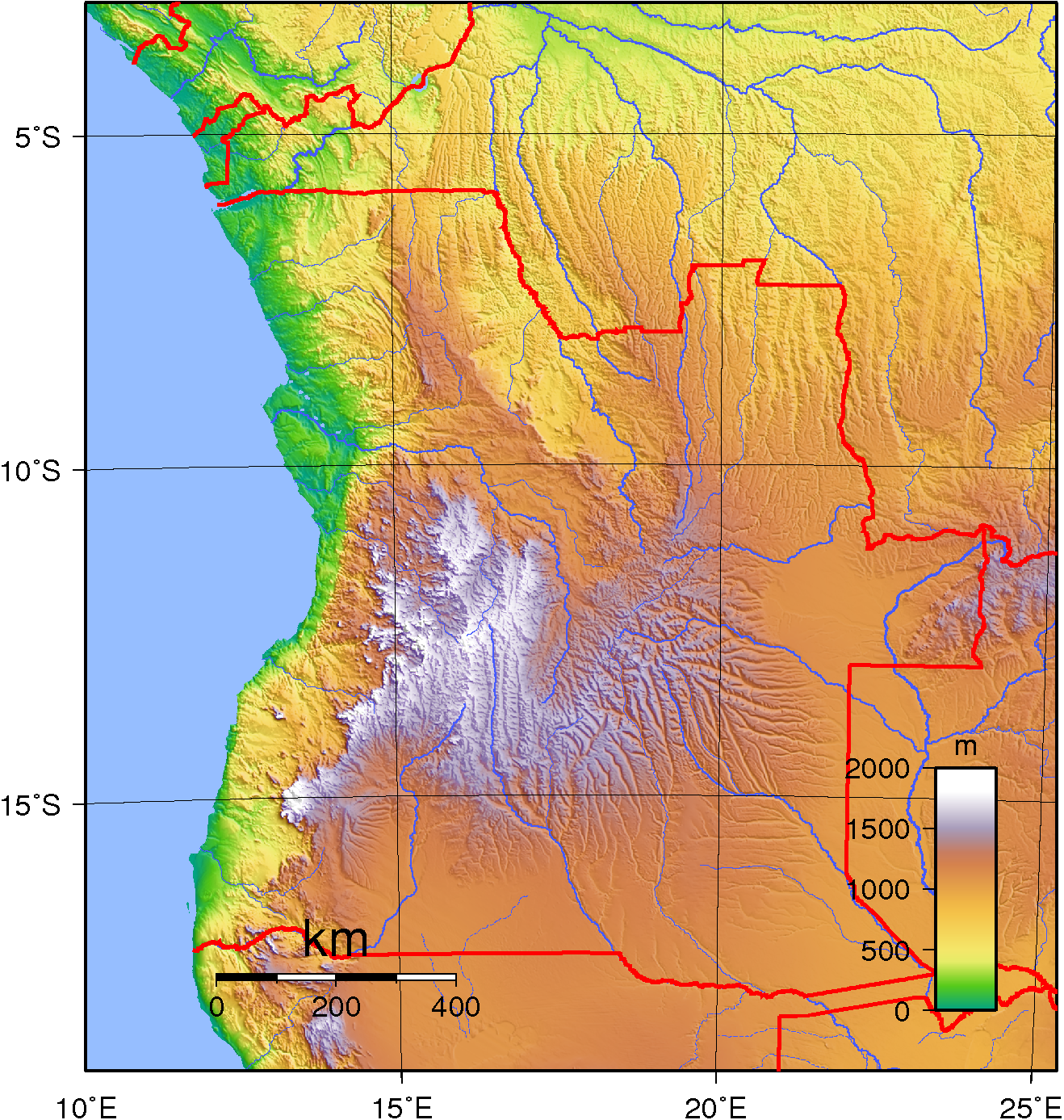
Topografia dell'Angola

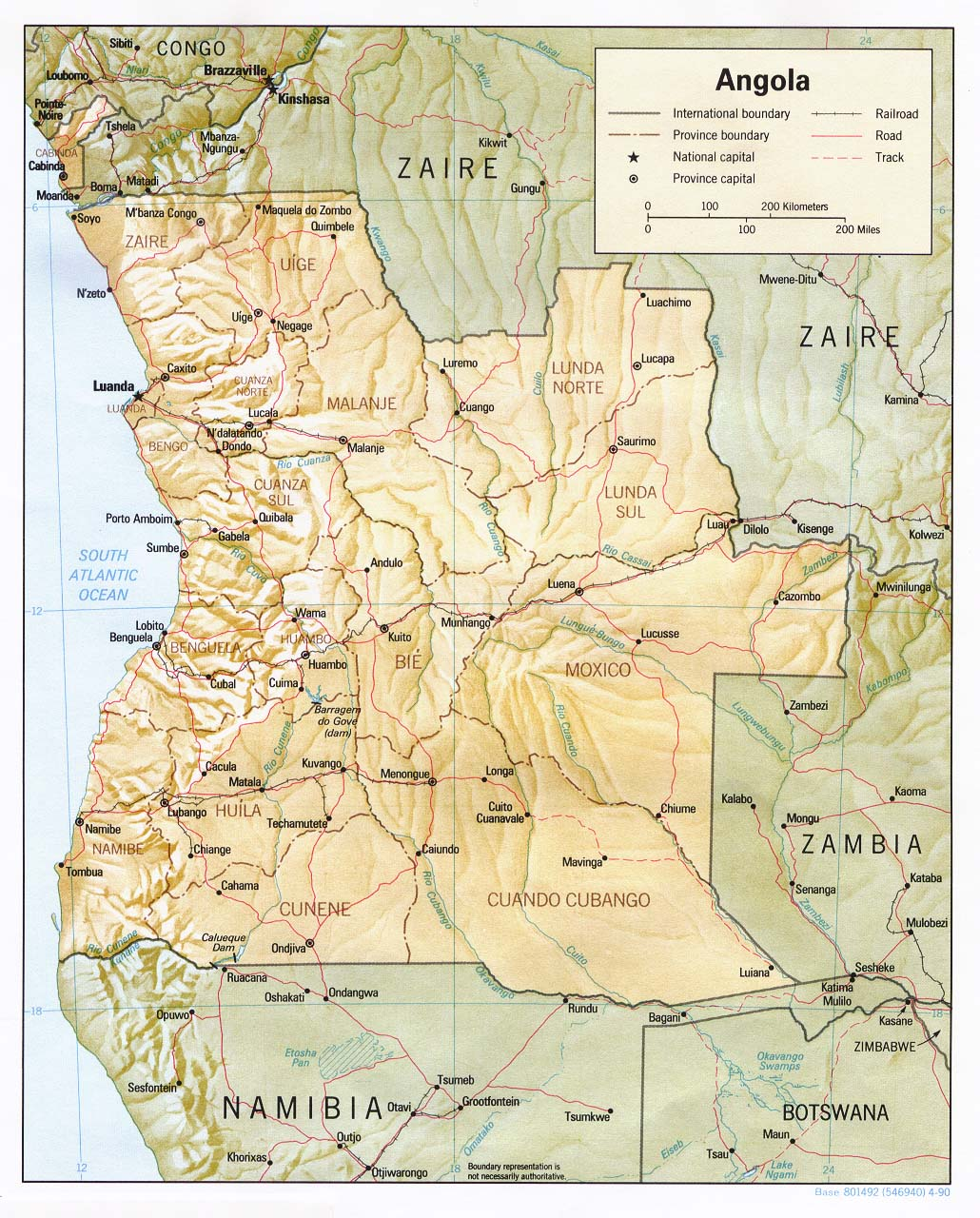
Mappa dell'Angola

L'Angola è uno Stato situato nell'Africa Centrale.

## Dati generali

### Confini
Confina a nord e nord-est con la Repubblica Democratica del Congo per 2.511 km (225 dei quali costituiscono il confine tra la Rep. Dem del Congo e l'exclave di Cabinda, quest'ultima confina anche con la Repubblica del Congo per 201 km), a est confina con lo Zambia per 1.110 km, e a sud con la Namibia per 1.376 km.
L'Angola si affaccia sull'Oceano Atlantico e ha uno sviluppo costiero pari a 1.600 km.

### Superficie
Il territorio dell'Angola ha una superficie complessiva di 1.246.700 km.

## Morfologia
Il territorio angolano è caratterizzato da una fascia di altopiani, il più vasto dei quali è quello di Bié, che lo attraversa da nord a sud, l'altitudine media è compresa fra i 700 e i 1000 m s.l.m., sul lato occidentale l'altopiano è delimitato da una dorsale montuosa che raggiunge l'altitudine massima con il Monte Moco, (2620 m s.l.m.) 
In direzione della costa la scarpata è brusca e digrada rapidamente verso la stretta fascia delle pianure costiere, larga dai 50 ai 100 km.
Sul lato orientale, verso l'interno del continente gli altopiani scendono dolcemente verso il bacino dell'Alto Zambesi. Il territorio è caratterizzato da vaste savane e qui, data la ricchezza di terreni fertili e le buone condizioni climatiche, si concentra la gran parte della popolazione del paese.
Nella parte sudorientale vi è un'area arida in direzione del deserto del Kalahari, fanno eccezione le vallate dei fiumi Cuando, Cunene e Cubango sulle rive dei quali vi sono terreni coltivabili o sfruttabili per l'allevamento.

### La fascia costiera
La stretta fascia costiera si estende per circa 1400 km lungo la costa atlantica e vi si trovano tre delle cinque maggiori città dell'Angola, la capitale Luanda e le città di Benguela e di Lobito si affacciano infatti sull'Atlantico così come l'exclave di Cabinda, separata dalla Repubblica Democratica del Congo dal tratto finale del corso del fiume Congo.
La parte settentrionale della fascia costiera è caratterizzata da lievi colline traversate da alcuni fiumi che sfociano nell'oceano, tra questi vi sono il Mebridege, che sfocia presso la località di N'Zeto, il Loge (che sfocia presso Ambriz) e il Dande (sfocia presso Barra do Dande).
Circa 350 km a sud dell'estuario del Congo, in una piana alluvionale tra gli estuari dei fiumi Bengo e Cuanza si trova la città di Luanda.
A sud di Luanda si trova il parco nazionale di Quicama. Più a sud la fascia costiera si stringe e gli altopiani raggiungono quasi la costa. Tra Luanda e Benguela, situata 440 km più a sud sfociano nell'Atlantico alcuni grandi fiumi come il Longa, Queve, 
Balombo e il Catumbela. La città di Benguela si trova in corrispondenza dell'estuario del Caimbambo, a sud della città inizia l'area dominata dalla savana e gli insediamenti si diradano. A sud della Serra do Neve inizia un territorio semi-desertico che in corrispondenza della città di Namibe confluisce nel deserto del Namib. A sud di Benguela sfociano nell'Atlantico dei fiumi minori tra i quali lo Hanja, il Bentiaba e il Bero. L'estremo sud-occidentale dell'Angola, già parte del deserto del Namib è territorio del parcon Nazionale Iona, il confine con la Namibia è costituito dal fiume Cunene.
ANGOLA <3.

### Gli altopiani
A est dell'area costiera si trova una fascia di altopiani larga fino a 500 km che si estende per 1.400 km dall'altopiano della Bassa Guinea a nord fino alla pianura del fiume Cunene per poi confluire nelle montagne della Namibia. Gli altopiani, il più ampio è quello di Bié sono coperti di savana e nella provincia di Cuana-Norte di foreste tropicali.
Sugli altopiani si hanno coltivazioni di caffè (tra Caxito e Uíge), mais (a nord di von Huambo e nella valle del Cutato) e cotone (intorno a Cuango). Molti fiumi della regione originano dagli altopiani.
La città principale della regione è Huambo, capoluogo della provincia omonima e seconda città più popolosa del paese. Nella provincia di Huambo si trova anche la vett più elevata del paese, il Moco (2.619 m s.l.m.)
I fiumi dell'area sono sfruttati anche per la produzione di energia elettrica, vi sono centrali sul corso del Cunene presso Matala (Provincia di Huíla) e presso Calueque (Provincia di Cunene); sul Cuanza se ne trovano presso Dondo (Provincia di Cuanza Norte) e in alcuni fiumi minori. 
I più importanti fiumi dell'area degli altopiani sono, insieme al Cunene e al Cuanza, il Cuango, un affluente sinistro del Kasai. Il Cuango nasce presso Luena nell'area secca dell'Angola orientale e per circa 300 km costituisce il confine tra le province di Uíge und Malanje e la Rep.Dem del Congo per sfociare infine nel Kasai presso Badundu.
A est di Huambo nasce l'Okavango (in Angola Cubango), che dirigendosi verso sud-est esce dal paese per dirigersi nell'interno del Botswana e alimentare il bacino dell'Okavango.

## Idrografia
I fiumi dell'Angola, gran parte dei quali originano dall'Altopiano di Bié si muovono poi in tre diverse direzioni: 
- verso settentrione per entrare a far parte del bacino del Congo (fiumi Cuango, Kambu e Cassai);
- verso meridione e verso le depressioni del Kalahari (Cubango-Okavango) e il bacino dell'Alto Zambesi (Cuando) i fiumi di questo versante sono caratterizzati da andamento lento e a tratti si impaludano i stagni e acquitrini.
- verso occidente, sono fiumi tributari diretti dell'Atlantico (Cunene, Cuanza) e hanno un corso rapido, interrotto da salti, come ad esempio quello che crea le cascate Kalandula (fino al 1975 note come Duque de Bragança, alte 150 m) sul fiume Lucala, un affluente di destra del Cuanza.

Il regime dei fiumi è legato alle precipitazioni, vi è quindi un'alternanza fra piene e magre legata al variare delle stagioni, alcuni fiumi non hanno dei tratti navigabili.
Il fiume più lungo dell'Angola è il Cubango (nome con cui è chiamato in Angola l'Okavango), 975 km che si disperde nelle paludi del delta dell'Okavango.

### Fiumi dell'Angola
- Bentiaba
- Bungo
- Cacuchi
- Caculuvar
- Caporolo
- Cassai (Kasai)
- Catumbela
- Cauale
- Chefumage
- Chicapa
- Chitanda
- Chiumbe
- Congo (ex Zaire)
- Cuanavale
- Cuando (Kwando)
- Cuango (Kwango)
- Cuanza (1000 km)
- Cuatir
- Cubal (Angola - Cuanza Sul)
- Cubal (Angola - Namibe)
- Cubango (1800 km totali)
- Cuchi
- Cuchibi
- Cuebe
- Cuelei
- Cugo
- Cuilo
- Cuìto
- Cunene (Kunene) (1020 km)
- Cutato
- Cuvo
- Dande
- Gango
- Kwenge
- Loge
- Lomba
- Longa (Angola - Cuanza Sul)
- Longa (Angola - Cuando Cubango)
- Lovua
- Luachimo
- Luando
- Luangue
- Lucala
- Luchico
- Luele
- Luembe
- Luena (Angola)
- Luengué
- Lueti meridionale
- Lui
- Luia
- Luiana
- Luie
- Lunguè
- M'Bridge
- Mussuma
- Nhia
- Okavango (Cubango)
- Pucho
- Qué
- Quembo
- Utembo
- Wamba (Angola - Zaire)
- Zambesi (Zambese)

## Clima
La stagione secca va da maggio a settembre, periodo migliore per visitare il paese. La stagione delle piogge va da ottobre ad aprile; le precipitazioni aumentano man mano che ci si allontana dal mare.
Il clima della fascia costiera risulta temperato dalla fredda corrente del Benguela, risultando in un clima simile a quello della costa del Perù.